# اتوآنالایزر
اتوآنالایزر (انگلیسی: Chemistry Analyzer) یک دستگاه آنالیز کاملاً خودکار است که نخستین بار به واسطه شرکت Technicon تجاری و به بازار عرضه شد. کارکرد این دستگاه بر پایه یک روش جریان ویژه تحت عنوان "جداسازی جریان پیوسته" یا Continuous Flow Analysis بوده که جریان پیوسته به کمک حباب های هوا به قسمت های مجزا تقسیم میشود. از اتوآنالایزر عموماً جهت بررسی های بیوشیمیایی رایج در آزمایشگاههای بالینی استفاده می گردد و به آن "آنالایزر شیمی بالینی" (Clinical Chemistry Analyzer) نیز گفته می شود هرچند که در حال حاضر کاربرد صنعتی نیز دارد.

از این دستگاه معمولاً جهت اندازه گیری میزان متابولیت های حاضر در نمونه های زیستی مثل ادرار، خون و نیز مایع مغزی- نخاعی استفاده شده و به دلیل اینکه دستگاه اتوآنالایزر همه مراحل آنالیز را به صورت تماماً از پیش تعیین شده و خودکار انجام می دهد به این ترتیب می تواند روزانه صدها نمونه را فقط با نظارت یک تکنسین آزمایشگاهی آنالیز کرده و اطلاعات حاصل از تجزیه و تحلیل آن ها را در قالب یک جدول ارائه نماید. 

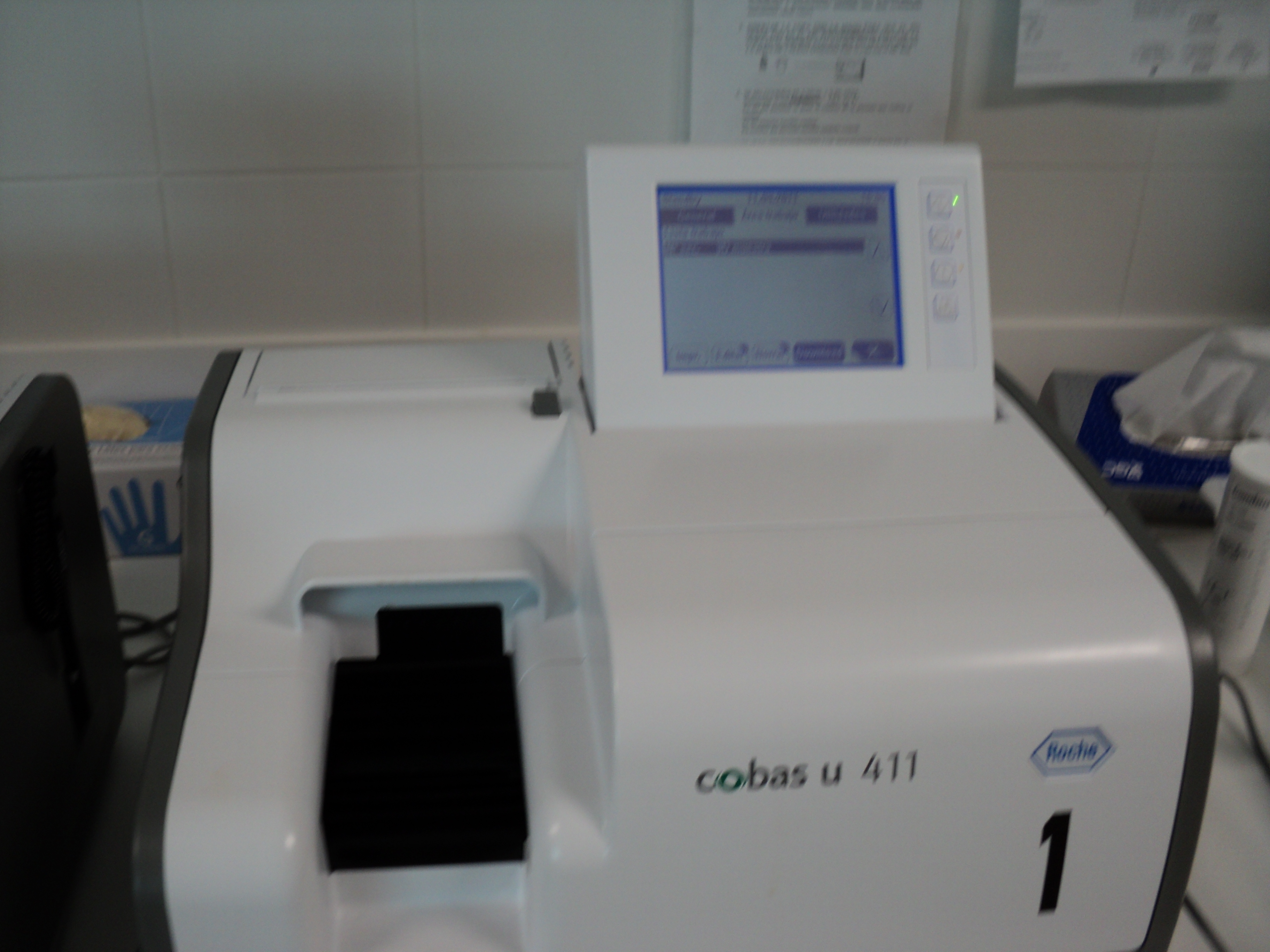
Cobas u 411

اتوآنالایزر، ترکیب‌های شیمیایی خون را اندازه گرفته و روی نمودار، نمایش می‌دهد. این کار به وسیله مخلوط کردن، واکنش معرف و اندازه‌گیری رنگ سنجی در حضور جریان مداوم انجام می‌شود.
اساس سنجش‌های این دستگاه اسپکتروفتومتری است بدین ترتیب که پس از جداسازی سرم خون، معرف مورد نظر (برای سنجش هر ترکیبی که باید سنجش شود به‌طور مثال قند خون) به سرم اضافه می‌شود و ترکیب نهایی به رنگ خاص درمی اید با توجه به قانون بییر مبنی جذب انتخابی نور توسط مواد مختلف، نوری با رنگ مکمل رنگ ترکیب نهایی را از آن عبور داده و میزان جذب نور را اندازه‌گیری می‌کند سپس آن را با میزان جذب نور استاندارد مقایسه و به نسبت آن مقدار ترکیب مورد نظر را با عدد اعلام می‌کند.

## قسمت‌های دستگاه
قسمت‌های مختلف این سیستم را که در تمام دستگاه مشترک است به قرار زیر است:
- نمونه‌گیر: این بخش، نمونه‌ها، استانداردها و محلول‌های شسته شده را به سیستم اتوآنالایزر، آسپره می‌کند.
- پمپ متناسب کننده و لوله چند سوراخه :نمونه‌ها را با معرف‌ها، مخلوط می‌کند. همچنین مایعات را به نسبت‌های دقیق به ماژول‌های دیگر پمپ می‌کند.
- دیالیز کننده: یک غشاء نیمه تراوا است که امکان عبور انتخابی، مواد را فراهم می‌آورد.
- حمام داغ :مایعات را به صورت مداوم در درجه حرارت مورد نظر جهت پیشرفت رنگ، نگه می‌دارد.
- رنگ سنج :تغییرات در چگالی نوری جریان مایعی را که در یک لوله جاری می‌شود مانیتور می‌کند. شدت‌های رنگ (چگالی نوری) که متناسب با غلظت ماده‌است، به ولتاژ الکتریکی تبدیل می‌شود.
- ثبات :سیگنال الکتریکی، چگالی نوری از یک رنگ سنج به یک نمایشگر گرافیکی روی یک چارت متحرک تبدیل می‌کند.

## نگهداری
نگهداری اتوآنالایز، شامل تنظیم کالیبراسیون مداوم است. بیشتر مشکلات، مکانیکی (لوله‌ها، قسمت‌های پمپ متحرک) و الکتریکی (موتورها و سوئیچ‌ها) است. ایرادهای الکتریکی اندک است.
سرویس و تعمیر این پیچیده و مستلزم گذراندن دوره‌های تعمیر و نگهداری است.